# Premnoplex brunnescens
Premnoplex brunnescens е вид птица от семейство Furnariidae.

## Разпространение
Видът е разпространен в Боливия, Венецуела, Еквадор, Колумбия, Коста Рика, Панама и Перу.